# Акимовка (Винницкая область)
Аки́мовка (укр. Яки́мівка) — село на Украине, находится в Винницком районе Винницкой области.
Код КОАТУУ — 0523180201. Население по переписи 2001 года составляет 1329 человек. Почтовый индекс — 22622. Телефонный код — 4330. Занимает площадь 4,251 км².

## Местная власть
22600, Винницкая область, Винницкий р-н, пгт Оратов, ул. Парковая, 14